# Bataille de Tabu-dong
Guerre de Corée
Batailles
Bataille du périmètre de Busan :

Août :
- Masan
- Massacre de Bloody Gulch
- Battle Mountain
- Nakdong (1re)
- Pohang
- Daegu
- Bowling Alley
- Massacre de la colline 303

Septembre :
- Grande offensive du Nakdong
- Gyeongju
- Tabu-dong
- Ka-san
- Nakdong (2e)
- Yongsan
- Haman
- Rivière Nam

Contexte :
- Ordre de bataille
- Logistique

La bataille de Tabu-dong est un engagement entre les forces des Nations unies et de Corée du Nord lors de la guerre de Corée qui se déroule du 1er au 18 septembre 1950 dans les environs de Tabu-dong, au nord de Daegu en Corée du Sud. Cette bataille fait partie de la Grande offensive du Nakdong lors de la bataille du périmètre de Busan. La bataille se termine par une victoire des Nations unies, après qu’un grand nombre de soldats sud-coréens et américains a repoussé une forte attaque nord-coréenne.
Occupant des positions cruciales au nord de la ville de Daegu, la 1re division de cavalerie de l'armée américaine tient le centre de la ligne défensive du périmètre de Busan, chargé notamment de protéger le quartier général du commandement des Nations unies en Corée contre l'attaque de la 3e division d'infanterie nord-coréenne.
Durant près de deux semaines autour de Tabu-dong et Waegwan, les Nord-Coréens ont réussi à pousser progressivement la 1re division de cavalerie derrière ses lignes. Cependant, les Nord-Coréens ne sont pas en mesure de forcer les troupes américaines à se retirer complètement et l'ONU à se replier de Daegu. Quand l'ONU contre-attaque à Inchon, les Nord-Coréens sont contraints d'abandonner leur attaque sur Tabu-dong.

## Contexte

### Le périmètre de Busan

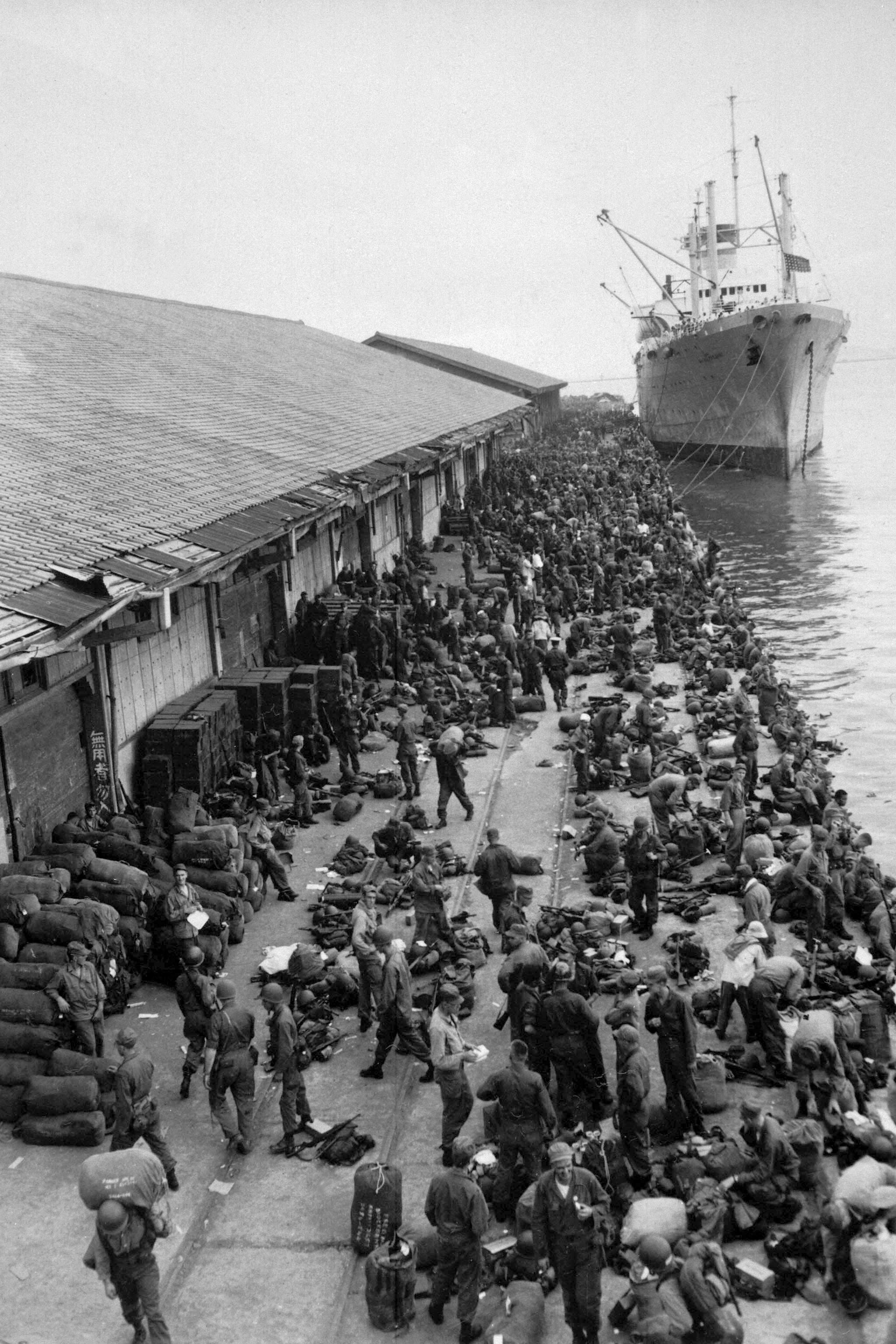
Les troupes américaines en cours de débarquement en Corée, le 6 août 1950.

Dès le début de la guerre de Corée et l'invasion de la Corée du Sud par le Nord, l'Armée populaire de Corée bénéficie d'une supériorité en homme et en équipement tant sur l'armée de terre de la République de Corée que sur les premières forces expédiées par l'Organisation des Nations unies afin d'empêcher l'effondrement de la Corée du Sud. La stratégie nord-coréenne est de poursuivre agressivement les forces des Nations unies et les forces sud-coréennes sur toutes les voies d'approche en direction du sud, attaquant de front et amorçant simultanément un mouvement en tenaille. Cela doit permettre aux Nord-Coréens d’encercler et de couper la retraite de l’ennemi, qui est alors forcé de se retirer en désordre, laissant derrière lui une grande partie de son matériel. De l'offensive initiale du 25 juin aux combats en juillet et début août, les Nord-Coréens utilisent cette stratégie pour vaincre efficacement toutes les forces de l'ONU qui doivent battre en retraite vers le Sud. Cependant, à partir de l’établissement du périmètre de Busan sous la responsabilité de la 8e armée des États-Unis en août, les troupes de l'ONU tiennent efficacement une ligne de défense continue que les troupes nord-coréennes ne peuvent percer ou contourner. La logistique nord coréenne plus faible et éloignée de ses bases ne peut suivre le système logistique mis en place par l'ONU à Busan (en) et leur avantage diminue chaque jour devant le nombre d'hommes et de matériel qui débarque sur le périmètre.
Quand les Nord-Coréens approchent du périmètre de Busan, le 5 août, ils tentent la même technique d'assaut frontal sur les quatre principales voies d'approche vers le périmètre. Tout au long du mois d'août, la 6e division nord-coréenne, et plus tard la 7e division engagent la 25e division d'infanterie américaine durant la bataille de Masan, repoussant d'abord une contre-offensive de l'ONU avant d'attaquer à Komam-ni et à Battle Mountain. La poussée bloque devant les forces de l'ONU, bien équipées et disposant de grandes réserves qui repoussent à plusieurs reprises les forces nord-coréennes. Au nord de Masan, la 4e division nord-coréenne et la 24e division d'Infanterie américaine s'affrontent dans la zone du Nakdong Bulge. Lors de la première bataille du Nakdong, la division nord-coréenne est incapable de tenir sa tête de pont sur la rivière face au grand nombre de troupes de réserve américaines qui tiennent bon et les repoussent, et le 19 août, la 4e division nord-coréenne est refoulée à travers le fleuve avec 50 pour cent de pertes,. Dans la région de Daegu, cinq divisions nord-coréennes qui tentent de prendre la ville sont repoussées par trois divisions de l'ONU à plusieurs reprises au cours de la bataille de Daegu,. Les combats sont violents en particulier dans la Bowling Alley où la 13e division nord-coréenne est presque anéantie. Sur la côte Est, trois autres divisions nord-coréennes sont repoussées par les Sud-Coréens à P'ohang-dong lors de la bataille de P'ohang-dong. Sur l’ensemble du front, les troupes nord-coréennes sont ébranlées par les défaites. Pour la première fois depuis le début du conflit leur stratégie ne fonctionne plus.

### La grande offensive du Nakdong
Lors de la planification de la grande offensive, les commandants nord-coréens se rendent compte que toute tentative d'attaque par les flancs des forces de l'ONU est impossible de par l'appui de la marine américaine. Au lieu de cela, comme seul espoir de réussite, ils choisissent de frapper frontalement le périmètre afin de le réduire. Avertis par le renseignement soviétique, les Nord-Coréens sont conscients que les forces de l'ONU se renforcent le long du périmètre de Busan et qu'ils doivent mener une offensive rapidement, ou renoncer à la bataille. L’objectif secondaire est d’encercler Daegu et de détruire les unités américaines et sud-coréennes présentes dans la ville. À cette fin, les unités nord-coréennes prévoient d'abord de couper les lignes d'approvisionnement vers Daegu.
Le 20 août, le commandement nord-coréen distribue les ordres opérationnels à leurs unités subordonnées. Ces ordres appellent à une attaque simultanée contre les lignes de l'ONU sur cinq zones différentes afin de submerger les défenseurs de l'ONU et de permettre aux Nord-Coréens de percer les lignes et de repousser les forces de l'ONU sur au moins une des zones. Cinq groupes de combat sont constitués. L'attaque sur le centre du périmètre menée par les 3e, 13e et 1re division d’infanterie nord-coréennes, est chargée de percer la 1re division de cavalerie américaine et la 1re division sud-coréenne à Daegu,.

## Bataille

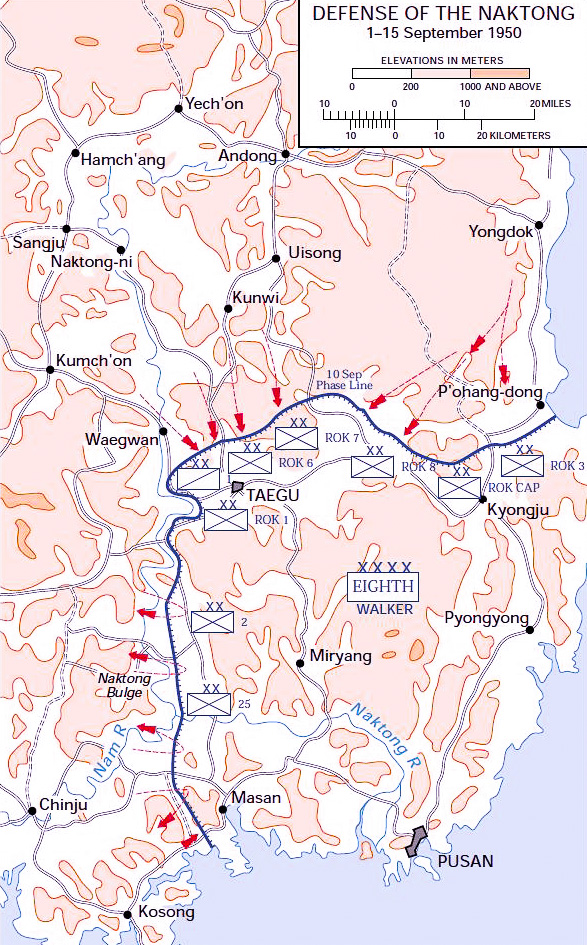
La carte de la ligne défensive de Périmètre Busan en septembre 1950. La zone de Tabu-Dong se situe au nord-ouest du périmètre.

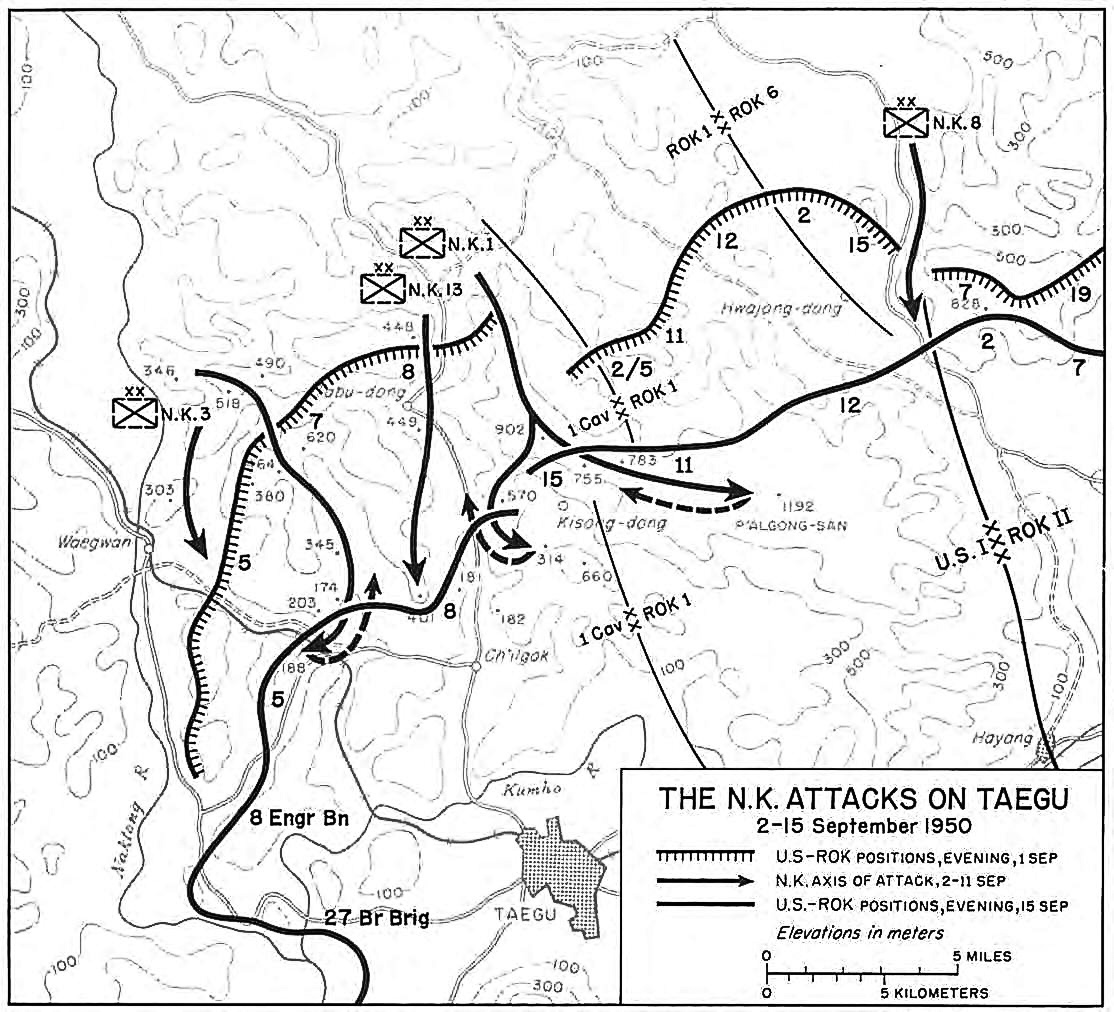
L'attaque nord-coréenne sur Daegu, du 2 au 15 septembre 1950.

Pendant que quatre divisions du 2e corps attaquent dans les zones de P'ohang-dong, Gyeongju, et Yongch'on, les trois autres divisions du 2e corps, les 3e, 13e et 1re, mènent une attaque convergente sur Daegu depuis le Nord et le Nord-ouest. La 3e division attaque dans la zone de Waegwan au nord-ouest de Daegu. La 13e division descend depuis les montagnes au nord de Daegu, le long et à l'ouest de la route Sangju - Daegu, et la 1re division, le long des hautes montagnes juste à l'est de la route.
Défendant Daegu, le front de la 1re division de cavalerie s’étale sur environ 56 km. Le commandant de la division, le major général Hobart R. Gay détache des avant-postes sur les principales voies d’accès à la zone et garde ses trois régiments concentrés derrière les avant-postes. À l'extrémité sud-ouest de sa ligne, Gay dispose initialement du 3e bataillon du 23e régiment, 2e division d'infanterie, qui a été rattaché à la 1re division de cavalerie. Mais le 5 septembre, la 27e brigade du Commonwealth, pour son premier engagement dans la guerre de Corée, remplace le 3e bataillon. Depuis le 3e bataillon et en remontant la ligne du Sud-ouest vers le Nord-est, on trouve le 5e régiment de cavalerie qui est chargé de défendre le secteur le long du Nakdong autour Waegwan et de la route principale qui relie Séoul à Daegu. Plus à l'Est, le 7e régiment de cavalerie est responsable de la région montagneuse entre cette route et les collines qui bordent la route de Sangju. Le 8e régiment de cavalerie, responsable de la dernière route, est à califourchon entre cette dernière et les collines qui la bordent.

### Colline 518
Le commandant de la 8e armée américaine, le lieutenant-général Walton Walker ordonne à la 1re division de Cavalerie d'attaquer au nord le 1er septembre afin de détourner une partie des forces nord-coréennes des 2e et 25e divisions d'infanterie situées au sud. Afin de répondre à cet ordre, Gay prévoit initialement d'attaquer le Nord jusqu'à la route Sangju, mais son état-major et les commandants de régiment s'accordent finalement pour que l'attaque se déroule plutôt contre la colline 518 dans la zone du 7e régiment. En effet, depuis deux jours, la Colline 518 située dans la zone de la 1re division sud-coréenne se trouve être un point de rassemblement pour les forces nord-coréennes. En conséquence, la 1re division de cavalerie se prépare pour une attaque dans le secteur du 7e régiment de cavalerie et pour mener des attaques de diversion avec deux compagnies du 3e bataillon, du 8e régiment de cavalerie, sur le flanc droit du 7e de cavalerie. Une seule compagnie du 8e régiment de cavalerie demeure en réserve. Le 1er bataillon du régiment est sur la colline à l'ouest de la Bowling Alley et au nord de Tabu-dong ; le 2e bataillon est à cheval sur la route.
Cette attaque prévue contre la colline 518 coïncide avec la défection du Major nord-coréen Kim Song Jun, du 19e régiment, 13e division. Ce dernier rapporte que la Corée du Nord prévoit de lancer une attaque à grande échelle au crépuscule. La 13e division, dit-il, vient de recevoir 4000 nouveaux soldats, et même si 2000 d'entre eux sont encore sans armes, elle compte désormais une force d'environ 9000 hommes. Dès réception de cette information, Gay alerte toutes les unités de première ligne afin qu’elle se prépare à l’attaque.
Pour se conformer à l'ordre de la 8e armée de lancer une attaque préventive de harcèlement contre les Nord-Coréens au nord-ouest de Daegu, Gay ordonne au 7e régiment de cavalerie d’attaquer le 2 septembre et de saisir la colline 518. La colline 518, aussi appelée Suam-san, est une grande masse de montagne à 8 km au nord-est de Waegwan et à 3,2 km à l'est du Nakdong. Elle se courbe vers l'ouest, de son sommet à sa hauteur la plus à l'ouest, la colline 346, dont les hauteurs baissent brusquement au niveau du Nakdong. Située au nord de la route latérale Waegwan - Tabu-dong, et à mi-chemin entre les deux villes, la colline est une zone critique qui domine la route entre les deux endroits. Après avoir sécurisé la colline 518, le 7e régiment compte poursuivre son attaque sur la colline 314. Les frappes aériennes et les préparations d'artillerie précèdent l'attaque d’infanterie.
Dans la matinée du 2 septembre, l'US Air Force se livre à une frappe de 37 minutes contre les collines 518 et 346 ; Du napalm est aussi projeté suivi d'un feu nourri d'artillerie laissant les hauteurs en feu. Juste après 10h00, et immédiatement après la dernière frappe de napalm, le 1er bataillon du 7e régiment de cavalerie attaque la colline 518. Les lourdes frappes aériennes et la préparation d'artillerie ont cependant échoué à déloger les Nord-Coréens. Depuis leurs positions, ils effectuent des tirs de mortier et tir à la mitrailleuse sur l'infanterie en cours d'escalade. Dans l'après-midi, le bataillon américain se retire de la colline 518 et attaque au nord-est contre la colline 490, à partir de laquelle d'autres troupes nord-coréennes soutiennent les positions sur la colline 518.
Le lendemain à 12h00, le 3e bataillon nouvellement arrivé reprend l'attaque contre la colline 518 depuis le sud, comme l'a fait le 1er bataillon de la veille, en une colonne de compagnie qui se forme à la fin dans une colonne d’escadrons. Mais encore une fois, l'attaque échoue. D'autres attaques similaires échouent le 4 septembre. Un éclaireur nord-coréen capturé sur la colline 518 déclare que 1200 Nord-Coréens se sont terrés dans la colline et qu'ils disposent d’un grand nombre de mortiers et de munitions pour tenir le coup.

### Mouvement de flanc des Nord-coréens
Pendant les combats autour de la colline 518 sur sa droite, le 2e bataillon du 5e régiment de cavalerie, attaque le 4 septembre et prend la colline 303. Le lendemain, il a cependant de grandes difficultés à tenir la colline face aux contre-attaques. Le 4 septembre, il est devenu clair que la 3e division nord-coréenne en face des 5e et 7e régiments de cavalerie est également passée à l’attaque. Et en dépit des frappes aériennes, des préparations d'artillerie, et des efforts de l'infanterie sur la colline 518, les Nord-coréens sont parvenus à infiltrer un grand nombre de soldats à l'arrière des positions américaines. Cette nuit-là, les forces nord-coréennes percent par l'écart entre le 3e bataillon sur le versant sud de la colline 518 et le 2e bataillon à l'Ouest. Les Nord-Coréens manœuvrent ensuite vers l'Ouest et occupent la colline 464 en force. Le 5 septembre, la colline 464 située à l'arrière du 7e régiment de cavalerie compte déjà plus de Nord-Coréens que la colline 518 située sur son front. Les Nord-Coréens coupent la route Waegwan-Tabu-dong à l'est du 7e régiment de sorte que le contacte avec les autres unités américaines n'est maintenu que sur son flanc droit, vers l'Ouest. Pendant la journée, le 7e de cavalerie effectue un retrait limité à la Colline 518, perdant tout espoir de reprendre la colline.
Sur la droite de la division, Tabu-dong est aux mains des Nord-coréens, sur la gauche, Waegwan est un no man's land, et sur le centre, les forces nord-coréennes s'infiltrent en grand nombre au sud de la colline 518. Le 7e régiment de cavalerie situé au centre ne peut plus utiliser la route d'approvisionnement latéral Waegwan-Tabu-dong derrière lui, et cours le danger d'être encerclé. Après avoir discuté un plan de retrait avec Walker, Hobart R. Gay ordonne le 5 septembre un retrait général de la 1re division de cavalerie au cours de la nuit afin de raccourcir les lignes et d'occuper une meilleure position défensive. La manœuvre de repli débute par le flanc droit et se poursuit à gauche en commençant par le 8e régiment de cavalerie, le 7e de cavalerie dans la région de la colline 518, et enfin la 5e de cavalerie dans la zone Waegwan. Ce retrait oblige le 3e bataillon, 8e cavalerie à renoncer à une colline qu'il vient d'attaquer et de capturer près de la route Tabu-dong et de la cité fortifiée de Ka-San. Dans le secteur du 7e de cavalerie, les 1er, 3e et 2e bataillons se replient dans cet ordre, après le retrait du 1er bataillon du 8e de cavalerie, sur leur droite. Le 2e bataillon du 5e de cavalerie, sur la colline 303 au nord de Waegwan, est chargé de couvrir le retrait du 7e régiment de cavalerie et de maintenir ouverte la route de repli.

### Nouveau retrait américain
Dans ses instructions de retrait au 7e régiment de cavalerie, le colonel Cecil Nist, le commandant du régiment, ordonne au 2e bataillon de se désengager du front et d’attaquer sur ses arrières pour prendre possession des collines 464 et 380 sur la nouvelle ligne de résistance tenue par le régiment. Car les efforts pour prendre possession de la colline 464 par d'autres éléments ont échoué les jours précédents. Les fortes pluies tombées dans la nuit du 5 au 6 septembre et la boue ont ralenti tous les véhicules à roues et même chenillés lors du retrait. Le 1er bataillon achève son retrait sans opposition. Lors de sa marche nocturne à l'Ouest, la colonne du 3e bataillon est rejointe à plusieurs reprises par des groupes de soldats nord-coréens qui ont pensé qu'il s'agissait de l'une de leurs propres colonnes se déplaçant vers le Sud. Ils sont faits prisonniers et emmenés avec la colonne. Approchant Waegwan à l'aube, la colonne de bataillon est frappée par des mortiers et après le lever du jour par des tirs de chars T-34 qui font 18 victimes.
Le 2e bataillon désengage les forces nord-coréennes et commence son retrait à 03h00 le 6 septembre. Le bataillon abandonne deux de ses propres chars, un à cause d’une défaillance mécanique et l'autre parce qu'il est coincé dans la boue. Le bataillon manœuvre vers l'arrière en deux groupes principaux : la compagnie G attaque la colline 464 et le reste du bataillon saisit la colline 380 située plus au sud. Les Nord-Coréens découvrent rapidement que le 2e bataillon se replie et l’attaquent. Le commandant du bataillon, le major Omar T. Hitchner, et son officier des opérations, le capitaine James T. Milam sont tués. Dans les environs des collines 464 et 380, le bataillon découvre à l'aube qu'il est pratiquement encerclé par les Nord-Coréens. Nist pense que tout le bataillon est perdu.
Totalement coupés de toutes les autres unités, la compagnie G, composée de seulement 80 hommes est la plus durement touchée. À 08:00, à l'approche du sommet de la colline 464, elle surprend et tue trois soldats nord-coréens. Peu de temps après, des armes automatiques nord-coréennes ainsi que des tirs d'armes légères frappent la compagnie. Toute la journée, la Compagnie G manœuvre autour de la colline, mais ne réussit pas à gagner sa crête. Au milieu après-midi, elle reçoit par radio l’ordre de retirer dans la nuit. La compagnie laisse six morts sur la colline. Les blessés transportés sur des brancards improvisés de ponchos et de branches d’arbres, elle commence à descendre les pentes de la montagne sous la pluie et dans l’obscurité. À mi-course, un tir ami blesse le capitaine Herman L. West, le commandant de la compagnie G. La compagnie est en effet très dispersée, mais West parvient à la rassembler. Il met en garde ses hommes de se déplacer discrètement et de ne pas faire feu de leurs armes et mène ses hommes à la base orientale de la colline 464, où la compagnie prend une position défensive pour le reste de la nuit.

### Flanc gauche
Pendant ce temps, sur la gauche de la division, le 2e bataillon du 5e régiment de cavalerie, sur la colline 303 subit de lourdes attaques et le commandant du bataillon veut se retirer. Mais le commandant du régiment, lui interdit tant que le 7e régiment de cavalerie n’a pas dégagé la route de retrait. Le bataillon subi de lourdes pertes avant qu'il puisse abandonner la colline 303 aux Nord-Coréens le 6 septembre.
Pendant que la compagnie G essaye de s'échapper à la colline 464, le reste du 2e bataillon est coupé à la base orientale de la colline 380, vers le Sud. Nist réquisitionne tous les transporteurs sud-coréens qu'il peut trouver avant la nuit et les charge avec de l'eau, de la nourriture et des munitions pour le 2e bataillon, mais ces derniers se montrent incapables de trouver le bataillon. À l'aube, le 7 septembre des hommes de la compagnie G sont découverts et attaqués par les troupes nord-coréennes depuis des positions voisines. À ce moment, West entend et reconnaît le feu des armes américaines situées à l'ouest de sa position. Là, la compagnie G retrouve sa section lourde (en) qui avait été séparée du reste de la compagnie au cours de la nuit.
La section lourde, après s'être séparé du reste de la compagnie, a rencontré à trois reprises les Nord-Coréens sur la piste qu'il suivait dans la nuit, sans qu'il y ait d'échanges de tirs, chacun allant de son côté. À l'aube, le peloton tend une embuscade à un groupe de Nord-Coréens, tuant 13 soldats et en capturant trois. Sur le corps d'un officier nord-coréen, les Américains retrouvent une mallette contenant des documents importants et des cartes. Ceux-ci ont montré que la colline 464 était un point e rassemblement pour une partie de la 3e division nord-coréenne lors de marche depuis la colline 518 vers Daegu.
Plus tard dans la journée du 7 septembre, le capitaine Melbourne C. Chandler, commandant par intérim du 2e bataillon, est prévenu par une observation aérienne de la position de la compagnie G sur la colline 464. Il envoie une patrouille qui guide la compagnie en toute sécurité jusqu’au bataillon à la base orientale de la colline 380. Pendant ce temps, le bataillon, reçoit l’ordre radio de se retirer par toutes les voies dès que possible. Il manœuvre alors vers le Sud-ouest dans le secteur du 5e régiment de cavalerie.

### Avancée nord-coréenne
À l'est du 2e bataillon, les Nord-Coréens attaquent le 1er bataillon sur ses nouvelles positions le 7 septembre et envahissent le poste de secours du bataillon, tuant quatre personnes et en blessant sept de plus. Cette nuit-là, le 1er bataillon reçoit l'ordre de la division de se rattacher au 5e régiment de cavalerie. Le reste du 7e régiment de cavalerie est déplacé vers un point situé près de Daegu en réserve de la division. Pendant la nuit du 7 au 8 septembre, le 5e régiment de cavalerie reçoit l’ordre de la division de se replier à nouveau sur de nouvelles positions défensives en dessous de Waegwan à cheval sur la principale autoroute Séoul – Daegu. Pendant ce temps, la 3e division nord-coréenne déplace toujours des renforts à travers le Nakdong. Des observateurs aperçoivent des barges chargées de troupes et des pièces d'artillerie traverser la rivière à 3,2 km au nord de Waegwan le soir du 7 septembre. Le 8, un communiqué nord-coréen revendique la capture de Waegwan.
Le lendemain, la situation empire pour la 1re division de cavalerie. Sur son flanc gauche, la 3e division nord-coréenne force le 1er bataillon du 5e de cavalerie à se retirer de la colline 345, à 4,8 km à l'est de Waegwan. La Corée du Nord presse vers l'avant et le 5e de cavalerie est immédiatement pris pour cible, lors de combats en dents de scie sur les collines 203 et 174. Le 1er bataillon du 7e de cavalerie capture finalement cette dernière colline après quatre attaques, et avant qu'il ne quitte ce secteur pour rejoindre son régiment.
Le 5e régiment de cavalerie tient avec difficulté la colline 203 toute la journée du 12 septembre. Mais entre minuit et 04h00 le 13 septembre, les Nord-Coréens attaquent à nouveau et prennent la colline 203 à la compagnie E, la colline 174 à la compagnie L, et la Colline 188 aux compagnies B et F. Dans l’après-midi, une contre-attaque permet au régiment de reprendre la colline 188 sur le côté sud de la route, mais elle échoue à reprendre les collines 203 et 174 sur le côté nord. Le 14, la compagnie I attaque à nouveau la colline 174 qui change de mains à sept reprises. Lors de cette action, la compagnie subie 82 pertes. Mais même à ce prix, la compagnie n’arrive à tenir qu’un seul côté de la colline pendant que la Corée du Nord occupe l'autre. La bataille se poursuit à coups de grenades durant une autre semaine. Les différents bataillons du 5e régiment de cavalerie sont si faibles à ce moment qu’ils ne sont plus considérés comme efficaces au combat. Cette bataille en dents de scie continue à 13 km au nord-ouest de Daegu,.

### Repli nord-coréen

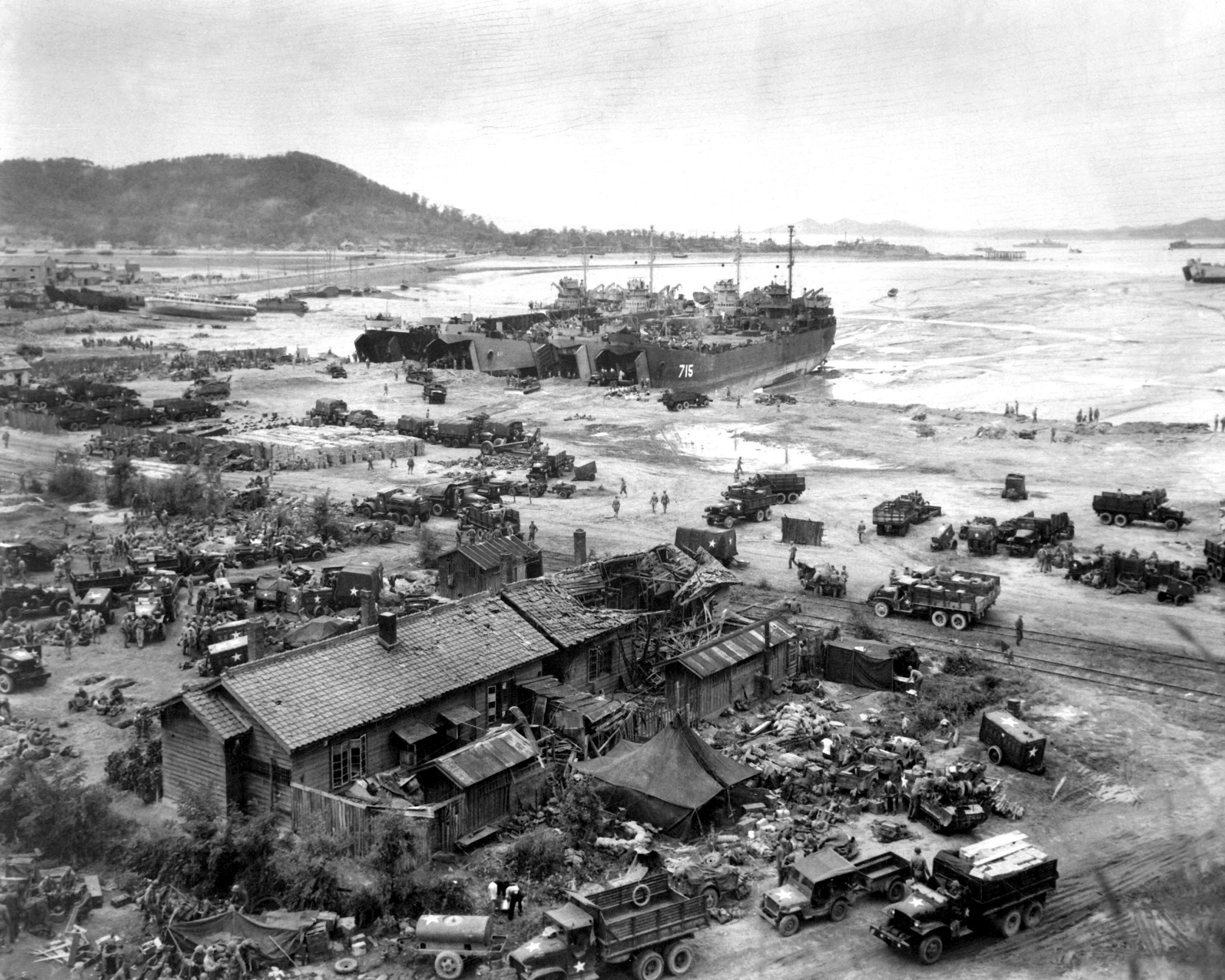
Quatre LST débarquent des hommes et de l'équipement sur les arrières des forces de la Corée du Nord.

La contre-attaque de l'ONU à Inchon effondre la ligne nord-coréenne et coupe toutes leurs principales voies d'approvisionnement et de renforcement. Le 19 septembre l'ONU découvre que les Nord-Coréens ont abandonné une grande partie du périmètre de Busan au cours de la nuit, et les unités de l'ONU ont commencé à avancer depuis leurs positions défensives afin de réoccuper leurs positions initiales.
La plupart des unités nord-coréennes commencent à conduire des actions retardatrices afin de ramener la plus grande partie de leur armée en Corée du Nord. Les Nord-Coréens se retirent en premier de la région de Masan dans la nuit du 18 au 19 septembre. Après celle-ci, le reste des unités nord-coréennes s’est ensuite retiré rapidement vers le Nord. Les unités américaines se sont alors rapidement mises à leur poursuite en direction du nord, en passant sur les positions du fleuve Nakdong, qui n'ont plus d'importance stratégique.

## Conséquences
La 3e division nord-coréenne est presque complètement détruite dans les combats. La division est composée de 7000 hommes au début de l'offensive le 1er septembre. Mais seulement 1000 à 1800 hommes de la division sont en mesure de battre en retraite vers la Corée du Nord en septembre et octobre. La majorité des soldats de la division a été tuée, capturée ou a déserté. L’ensemble du 2e corps est dans un état similaire, et l'armée nord-coréenne, épuisé par les combats menés le long périmètre de Busan et dont les lignes ont été coupées après le débarquement d’Inchon est au bord de la défaite.
Dans le même temps, la 1re division de cavalerie américaine compte 770 tués, 2613 blessés et 62 capturés lors des combats le long du périmètre de Pusan. Ces chiffres incluent les pertes subies au mois d'aout lors de la bataille de Daegu, soit environ 600 blessés et près de 200 tués au combat. Si les forces américaines ont sans cesse reculée lors de cette bataille, elles n'ont pas cédé ce qui a empêché les Nord-Coréens de percer le périmètre à Busan. La division compte 14 703 soldats le 1er septembre, et en dépit de ses victimes, elle demeure en excellente position pour attaquer.
Le sergent John Raymond Rice (en), un indien Winnebagos récompensée par une Bronze Star lors de la Seconde Guerre mondiale, a été tué à Tabu-dong le 6 septembre 1950 alors qu’il était à la tête d'une escouade de la compagnie A du 8e régiment de cavalerie. Quand ses restes ont été retournés pour l'enterrement à Sioux City dans l’Iowa, le cimetière public lui a refusé un enterrement en raison de ses origines. Le président Harry S. Truman est personnellement intervenu, et a organisé son enterrement avec les honneurs militaires au cimetière national d'Arlington. Une décision de la Cour suprême des États-Unis a déterminé, en 1954, que la ségrégation raciale dans les cimetières publics était légale,,.